# 池野勇
池野 勇（いけの いさみ、1888年（明治21年） - 1978年（昭和53年）3月）は、日本の医師、社会福祉家、動物愛護者、羽黒町名誉町民（現・鶴岡市名誉市民）。
開業医を務める傍ら、羽黒町の社会福祉と動物愛護のために多額の私費を投じて奉仕活動を行った。

## 略歴
- 1888年（明治21年） - 山形県東田川郡手向村（現・鶴岡市）に生れる。
- 大東小学校卒業
- 北海道に渡る
- 1914年（大正3年） - 医術開業試験合格
- 小樽病院 勤務などを経る。
- 1941年（昭和16年） - 北海道から帰郷し田川炭鉱診療所の主任に就任。
- 1949年（昭和24年）10月 - 鶴岡市に小児科診療所を開業する。
- 生活保護指定医となり各種基金に匿名で寄付を続ける。
- 1958年（昭和33年） - この年から毎年、春と秋の2回ずつ動物愛護協会附属病院長を招いて犬の去勢手術を行う。費用は全額池野が負担した。
- 1963年（昭和38年）9月20日 - 日本動物愛護協会創立50周年記念特別表彰　授与（会長・斎藤弘吉）
- 1970年（昭和45年）8月 - 日本医師会最高優功賞 受賞
- 1974年（昭和49年） - 羽黒町名誉町民推載
- 1978年（昭和53年）3月 - 死去。享年90

## 受賞歴
- 鶴岡市市制功労表彰
- 社会福祉功労賞
- 日本シュバイツアー賞
- 日本動物愛護協会創立50周年記念特別表彰
- 日本医師会最高優功賞
- 羽黒町名誉町民顕彰

## 著作物
- 1929年（昭和4年） - 『歌集 樺戸山』 清進堂書店（出版）
- 1976年（昭和51年） - 『私はこのうちに生きる』 荘内日報（出版） 非売品